# 大友良英

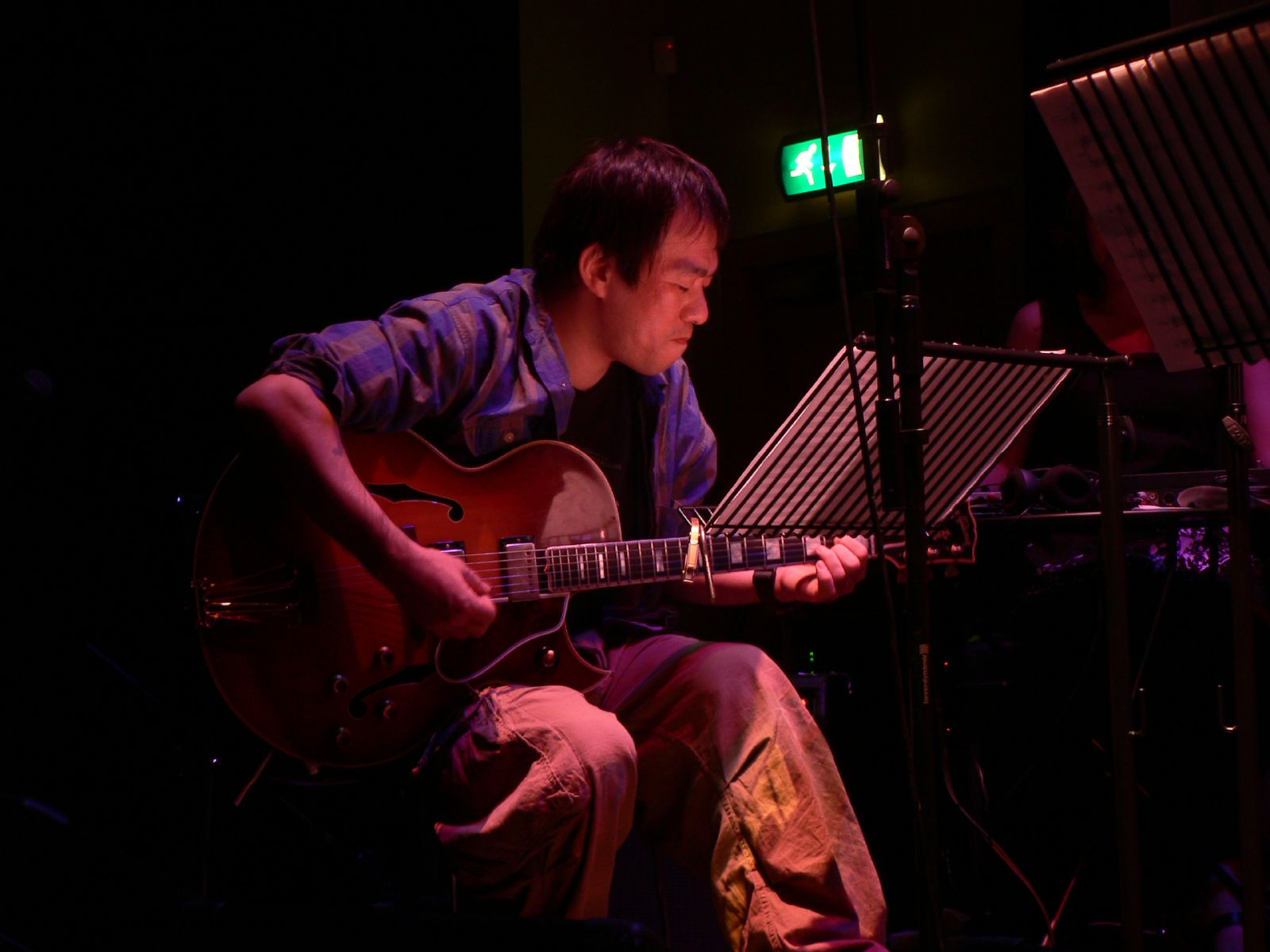
大友良英的演出现场（2005年5月）

大友良英（日语：／ Ōtomo Yoshihide，1959年8月1日—）是一位日本作曲家、吉他手和唱盘音乐家。他演奏吉他、唱盘和电子乐器。
他主导的实验摇滚乐队Ground Zero在90年代首次出现在的国际舞台，随后他开始演奏多种不同流派的音乐，从自由即兴到噪音、爵士、前卫和当代古典。他也是电子原声即兴场景中的先驱人物，他的作品发表在多个重要的厂牌，其中包括Erstwhile唱片。他曾为多部电影、电视剧和电视广告制作音乐。2017年，他受邀在第二届札幌国际艺术节中担任导演。

## 人物生平

### 早期
大友良英1959年出生在横滨，在九岁时由于其父亲的工作变动而搬到福岛市。他在高中时常常泡在爵士咖啡，并成立了自己乐队。进入大学之后，他开始跟随即兴吉他手高柳昌行学习音乐。随后他便开始在全球各地演出，并于1991年在香港发行了他的第一张唱片 。1994年他为香港电影制作的音乐在戛纳电影节引起关注，从此走上作曲家的道路。

### 影视配乐
大友良英曾为多部电影电视剧配乐，包括田壮壮的《蓝风筝》 、嚴浩的《天国逆子》和广木隆一的《黄色大象》。2013年他为NHK的晨间剧《小海女》配乐，成为了他出道以来商业上最成功的作品。《小海女》的原声带唱片在Oricon专辑榜排到了第五位；剧集中的另一首歌《潮聲的回憶》（由大友良英和Sachiko M作曲，小泉今日子演唱），在Oricon单曲榜排到了第二位。他在2014新年夜参演了的第64回NHK红白歌合战，现场演奏《小海女》中的歌曲。

## 影视配乐作品[11]

### 电影

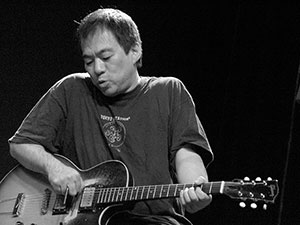
大友良英在丹麦的演出现场（2014年）

| 片名             | 导演     | 年份 | 制作地区 |
| ---------------- | -------- | ---- | -------- |
| 蓝风筝           | 田壮壮   | 1993 | 中国     |
| 天国逆子         | 严浩     | 1994 | 香港     |
| 女人四十         | 许鞍华   | 1995 | 香港     |
| 邮差             | 何建军   | 1995 | 中国     |
| 太阳有耳         | 严浩     | 1995 | 中国     |
| 阿金             | 许鞍华   | 1996 | 香港     |
| 虎度门           | 舒琪     | 1996 | 香港     |
| 我爱厨房         | 严浩     | 1997 | 香港     |
| 风花             | 相米慎二 | 2000 | 日本     |
| 蓝色大海         | 安藤寻   | 2001 | 日本     |
| 青春摇滚火花     | 田口智朗 | 2003 | 日本     |
| 金丝雀           | 盐田明彦 | 2005 | 日本     |
| 妹妹恋人         | 安藤寻   | 2007 | 日本     |
| 奇迹爱情物语     | 横浜聪子 | 2009 | 日本     |
| 东京岛           | 篠崎誠   | 2010 | 日本     |
| 少爷             | 大森立嗣 | 2012 | 日本     |
| 黄色大象         | 广木隆一 | 2013 | 日本     |
| 受难             | 吉田良子 | 2013 | 日本     |
| 小菜一碟         | 田口智朗 | 2015 | 日本     |
| 她和他的戀愛花期 | 土井裕泰 | 2021 | 日本     |
| 犬王             | 湯淺政明 | 2022 | 日本     |

### 电视剧

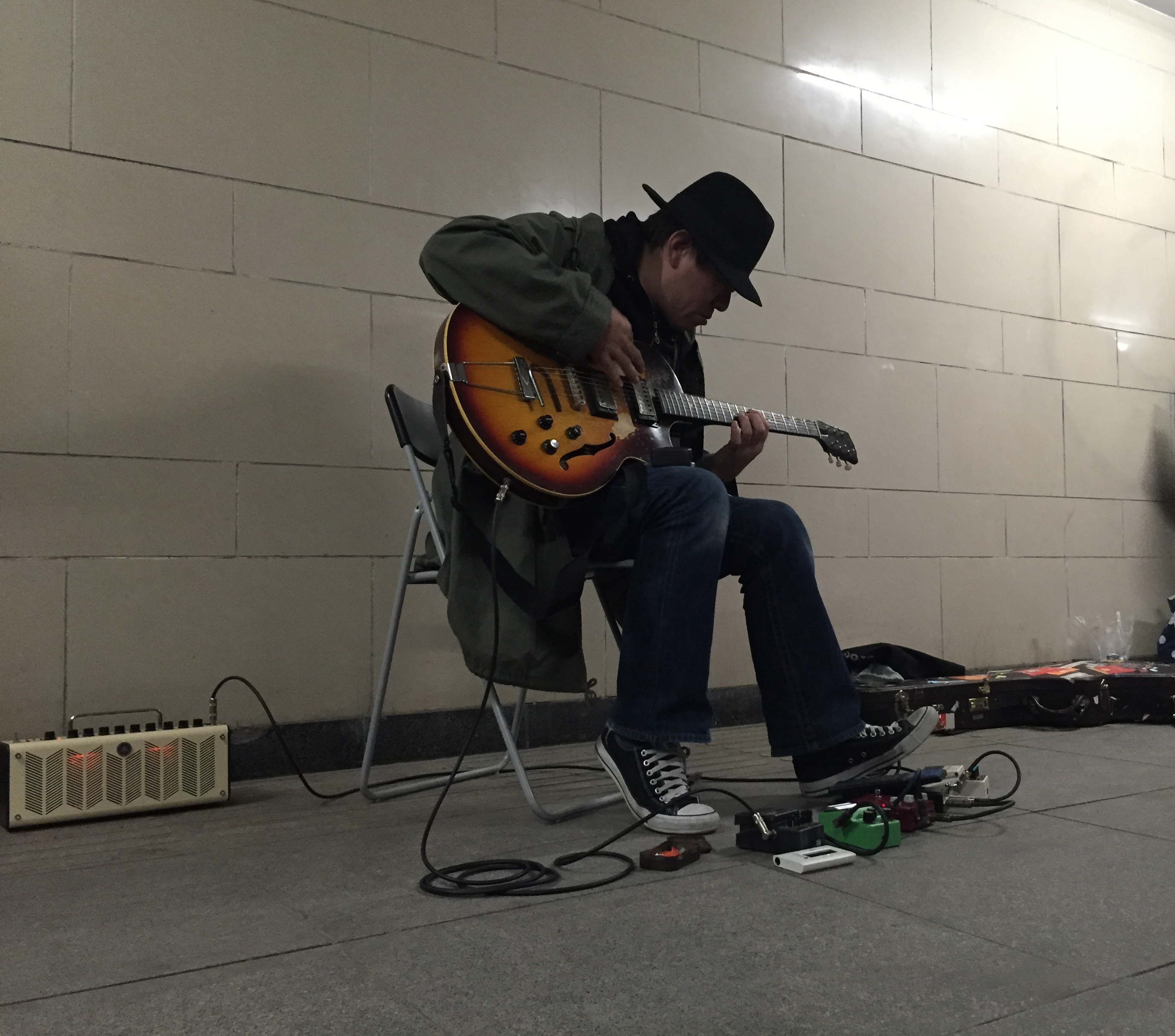
大友良英在北京的演出现场（2016年）

- 《小海女》（2013年、NHK）
- 《漫长的告别》（2014年、NHK）